# Дроздовидная камышовка
Дроздовидная камышовка (лат. Acrocephalus arundinaceus) — певчая птица семейства камышовковых (Acrocephalidae). Выделяют два подвида.

## Описание
Длина тела составляет примерно 19 см, крылья длиной 9 см, таким образом это самый крупный представитель рода. Масса тела составляет от 25 до 36 граммов. Верхняя сторона коричневая, нижняя — желтовато-белая; горло белёсое, над глазами неясные белые полоски. Самец и самка имеют одинаковую окраску. У птицы сильный клюв.
Песня, которой птица обозначает свой участок, звучит как «кааре-кааре-криит-криит».

## Распространение
Обитает в густых зарослях камыша и в кустарнике по берегам озёр, прудов, болот и рек. Встречается на территории почти всей Европы с апреля по сентябрь. Зимует в тропической и южной Африке.

## Питание
Дроздовидная камышовка карабкается и ловко прыгает в камыше, питается пауками, моллюсками, насекомыми и их личинками, молодыми амфибиями и ягодами.

## Размножение

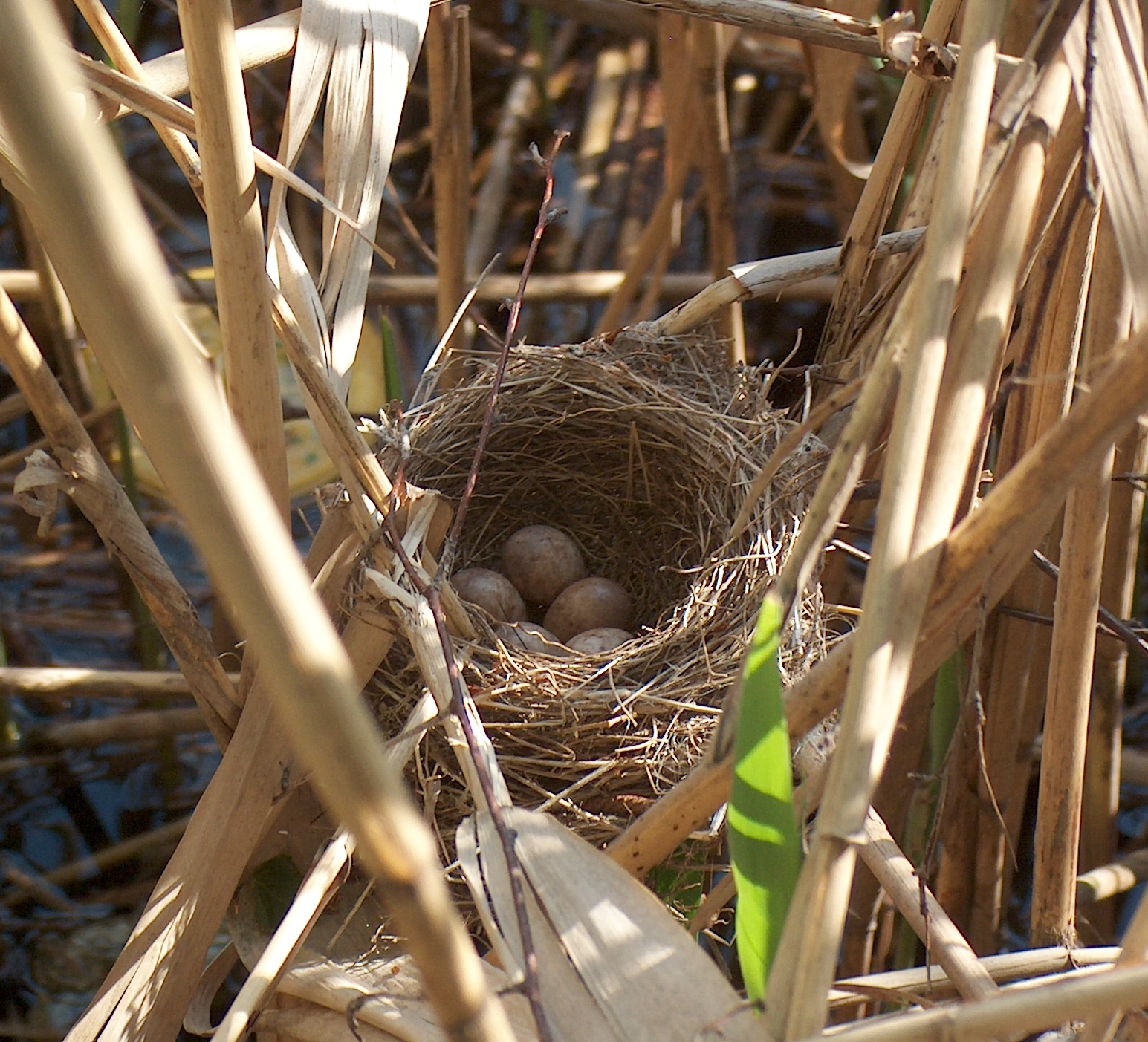
Гнездо с кладкой

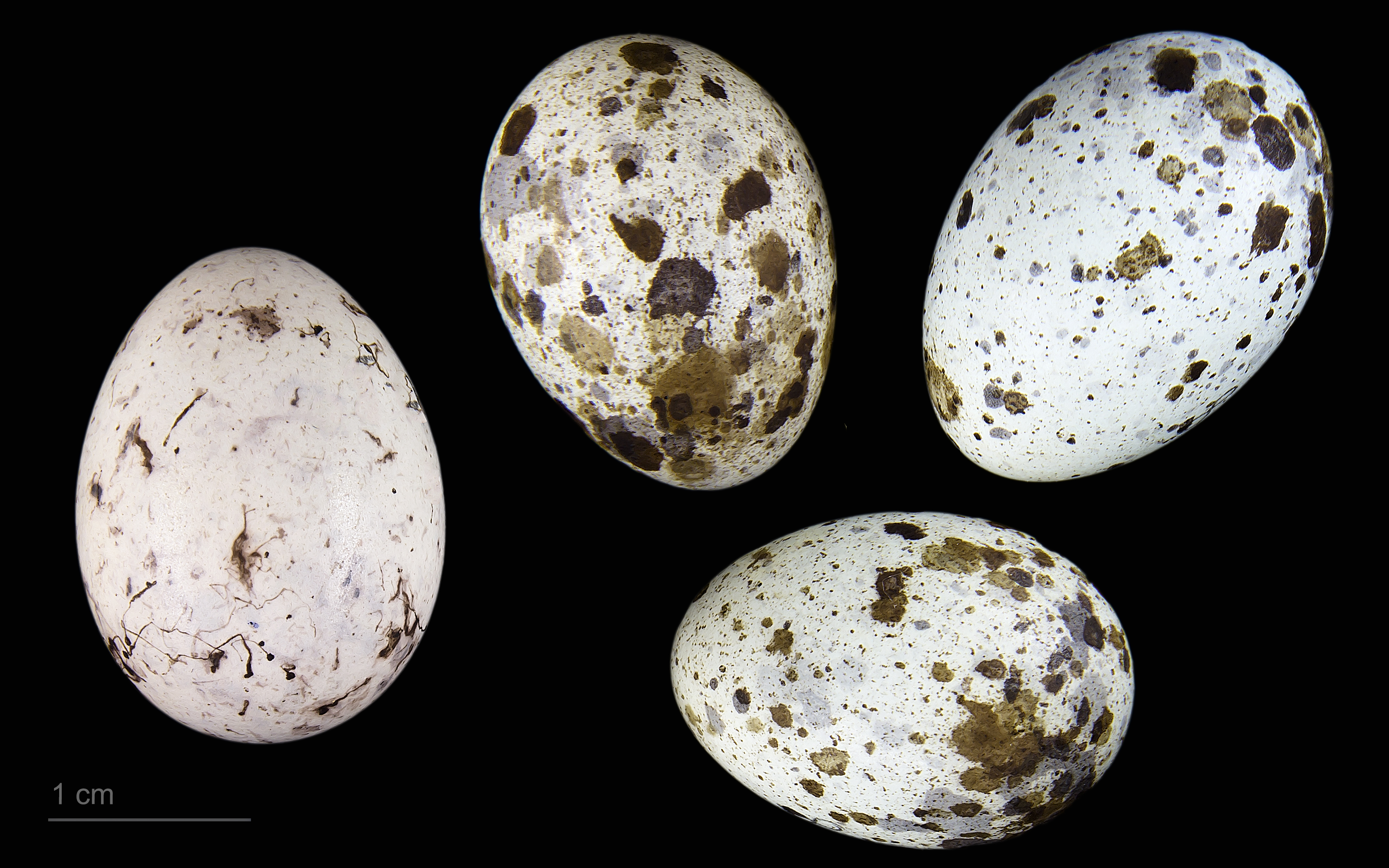
Яйцо кукушки (слева) в сравнении с яйцами дроздовидной камышовки

Половая зрелость наступает через один год. Основной период гнездования с мая по июль. Сплетённое из трав и стебельков камыша в форме чашки гнездо защищено густой растительностью и закреплено между тремя—четырьмя стебельками камыша над водой. Самка откладывает от 4 до 6 яиц. Насиживание длится от 13 до 15 дней. Молодые птицы остаются в гнезде от 12 до 14 дней. Часто в гнёздах можно найти яйца кукушки, имеющие схожую окраску.
Продолжительность жизни до 10 лет.